# Bader Al-Mutawa
Bader Ahmed Al-Mutawa (in arabo بدر احمد المطوع‎?; Al Kuwait, 10 gennaio 1985) è un calciatore kuwaitiano, attaccante dell'Al-Qadisiya, di cui è capitano.

## Biografia
Bader Al-Mutawa è un militare, non essendo un calciatore professionista.

## Caratteristiche tecniche
È un attaccante versatile, in grado di agire da trequartista, esterno alto o seconda punta. È ritenuto da molti esperti il migliore prospetto del calcio in Kuwait.

## Carriera

### Club
Nel 1994 entra nelle giovanili dell'Al-Qadisiya, che nel 2003 lo aggrega alla prima squadra. Escluse due brevi parentesi in prestito in Qatar e Arabia Saudita, Al-Mutawa ha trascorso la sua carriera in Kuwait nell'Al-Qadisiya.

### Nazionale
Esordisce in nazionale il 4 settembre 2003 in Singapore-Kuwait (1-3), valida per l'accesso alla fase finale della Coppa d'Asia 2004, bagnando l'esordio con una rete. Il 14 giugno 2022 diventa, con 196 presenze ufficiali, il calciatore con più presenze con una rappresentativa maschile FIFA, superando il malese Soh Chin Ann.

## Statistiche

### Cronologia presenze e reti in nazionale
| Cronologia completa delle presenze e delle reti in nazionale ― Kuwait | Cronologia completa delle presenze e delle reti in nazionale ― Kuwait | Cronologia completa delle presenze e delle reti in nazionale ― Kuwait | Cronologia completa delle presenze e delle reti in nazionale ― Kuwait | Cronologia completa delle presenze e delle reti in nazionale ― Kuwait | Cronologia completa delle presenze e delle reti in nazionale ― Kuwait | Cronologia completa delle presenze e delle reti in nazionale ― Kuwait | Cronologia completa delle presenze e delle reti in nazionale ― Kuwait |
| Data                                                                  | Città                                                                 | In casa                                                               | Risultato                                                             | Ospiti                                                                | Competizione                                                          | Reti                                                                  | Note                                                                  |
| --------------------------------------------------------------------- | --------------------------------------------------------------------- | --------------------------------------------------------------------- | --------------------------------------------------------------------- | --------------------------------------------------------------------- | --------------------------------------------------------------------- | --------------------------------------------------------------------- | --------------------------------------------------------------------- |
| 4-9-2003                                                              | Singapore                                                             | Singapore                                                             | 1 – 3                                                                 | Kuwait                                                                | Qual. Coppa d'Asia 2004                                               | 1                                                                     | 90+1’                                                                 |
| 14-9-2003                                                             | Al Kuwait                                                             | Kuwait                                                                | 2 – 1                                                                 | Qatar                                                                 | Qual. Coppa d'Asia 2004                                               | -                                                                     | 85’ 88’                                                               |
| 20-9-2003                                                             | Doha                                                                  | Qatar                                                                 | 2 – 2                                                                 | Kuwait                                                                | Qual. Coppa d'Asia 2004                                               | -                                                                     |                                                                       |
| 27-9-2003                                                             | Al Kuwait                                                             | Kuwait                                                                | 4 – 0                                                                 | Singapore                                                             | Qual. Coppa d'Asia 2004                                               | 1                                                                     |                                                                       |
| 5-10-2003                                                             | Al Kuwait                                                             | Kuwait                                                                | 2 – 1                                                                 | Palestina                                                             | Qual. Coppa d'Asia 2004                                               | 1                                                                     |                                                                       |
| 8-10-2003                                                             | Al Kuwait                                                             | Palestina                                                             | 0 – 4                                                                 | Kuwait                                                                | Qual. Coppa d'Asia 2004                                               | 2                                                                     | 65’                                                                   |
| 19-11-2003                                                            | Leiria                                                                | Portogallo                                                            | 8 – 0                                                                 | Kuwait                                                                | Amichevole                                                            | -                                                                     |                                                                       |
| 2-12-2003                                                             | Al Kuwait                                                             | Kuwait                                                                | 3 – 1                                                                 | Iran                                                                  | Amichevole                                                            | -                                                                     | 69’ 70’                                                               |
| 10-12-2003                                                            | Larnaca                                                               | Slovacchia                                                            | 2 – 0                                                                 | Kuwait                                                                | Amichevole                                                            | -                                                                     |                                                                       |
| 16-12-2003                                                            | Paphos                                                                | Kuwait                                                                | 2 – 0                                                                 | Libano                                                                | Amichevole                                                            | -                                                                     | 79’                                                                   |
| 20-12-2003                                                            | Paphos                                                                | Lettonia                                                              | 0 – 2                                                                 | Kuwait                                                                | Amichevole                                                            | -                                                                     | 83’                                                                   |
| 26-12-2003                                                            | Al Kuwait                                                             | Oman                                                                  | 0 – 0                                                                 | Kuwait                                                                | Coppa delle nazioni del Golfo 2003 - 1º turno                         | -                                                                     |                                                                       |
| 29-12-2003                                                            | Al Kuwait                                                             | Kuwait                                                                | 0 – 2                                                                 | Emirati Arabi Uniti                                                   | Coppa delle nazioni del Golfo 2003 - 1º turno                         | -                                                                     |                                                                       |
| 1-1-2004                                                              | Al Kuwait                                                             | Kuwait                                                                | 4 – 0                                                                 | Yemen                                                                 | Coppa delle nazioni del Golfo 2003 - 1º turno                         | 1                                                                     |                                                                       |
| 4-1-2004                                                              | Al Kuwait                                                             | Kuwait                                                                | 1 – 1                                                                 | Arabia Saudita                                                        | Coppa delle nazioni del Golfo 2003 - 1º turno                         | -                                                                     |                                                                       |
| 8-1-2004                                                              | Al Kuwait                                                             | Kuwait                                                                | 1 – 2                                                                 | Qatar                                                                 | Coppa delle nazioni del Golfo 2003 - 1º turno                         | -                                                                     |                                                                       |
| 10-1-2004                                                             | Al Kuwait                                                             | Kuwait                                                                | 0 – 4                                                                 | Bahrein                                                               | Coppa delle nazioni del Golfo 2003 - 1º turno                         | -                                                                     |                                                                       |
| 31-3-2004                                                             | Kuantan                                                               | Malaysia                                                              | 0 – 2                                                                 | Kuwait                                                                | Qual. Mondiali 2006                                                   | 1                                                                     |                                                                       |
| 1-6-2004                                                              | Al Kuwait                                                             | Kuwait                                                                | 0 – 1                                                                 | Siria                                                                 | Amichevole                                                            | -                                                                     |                                                                       |
| 3-6-2004                                                              | Al Kuwait                                                             | Kuwait                                                                | 1 – 2                                                                 | Siria                                                                 | Amichevole                                                            | -                                                                     |                                                                       |
| 9-6-2004                                                              | Al Kuwait                                                             | Kuwait                                                                | 4 – 0                                                                 | Hong Kong                                                             | Qual. Mondiali 2006                                                   | 1                                                                     | 51’ 86’                                                               |
| 19-7-2004                                                             | Jinan                                                                 | Kuwait                                                                | 3 – 1                                                                 | Emirati Arabi Uniti                                                   | Coppa d'Asia 2004 - 1º turno                                          | 1                                                                     |                                                                       |
| 23-7-2004                                                             | Jinan                                                                 | Giordania                                                             | 2 – 0                                                                 | Kuwait                                                                | Coppa d'Asia 2004 - 1º turno                                          | -                                                                     |                                                                       |
| 27-7-2004                                                             | Jinan                                                                 | Corea del Sud                                                         | 4 – 0                                                                 | Kuwait                                                                | Coppa d'Asia 2004 - 1º turno                                          | -                                                                     | 34’ 46’                                                               |
| 1-9-2004                                                              | Riyad                                                                 | Arabia Saudita                                                        | 1 – 1                                                                 | Kuwait                                                                | Amichevole                                                            | -                                                                     |                                                                       |
| 5-11-2004                                                             | Al Kuwait                                                             | Kuwait                                                                | 2 – 3                                                                 | India                                                                 | Amichevole                                                            | -                                                                     |                                                                       |
| 10-11-2004                                                            | Al Kuwait                                                             | Kuwait                                                                | 3 – 0                                                                 | Kirghizistan                                                          | Amichevole                                                            | -                                                                     | 46’                                                                   |
| 17-11-2004                                                            | Al Kuwait                                                             | Kuwait                                                                | 6 – 1                                                                 | Malaysia                                                              | Qual. Mondiali 2006                                                   | 1                                                                     |                                                                       |
| 3-12-2004                                                             | Dubai                                                                 | Emirati Arabi Uniti                                                   | 1 – 1                                                                 | Kuwait                                                                | Amichevole                                                            | -                                                                     |                                                                       |
| 6-12-2004                                                             | Al Kuwait                                                             | Kuwait                                                                | 3 – 0                                                                 | Tagikistan                                                            | Amichevole                                                            | -                                                                     |                                                                       |
| 11-12-2004                                                            | Doha                                                                  | Arabia Saudita                                                        | 1 – 2                                                                 | Kuwait                                                                | Coppa delle nazioni del Golfo 2004 - 1º turno                         | 1                                                                     | 46’                                                                   |
| 14-12-2004                                                            | Doha                                                                  | Kuwait                                                                | 1 – 1                                                                 | Bahrein                                                               | Coppa delle nazioni del Golfo 2004 - 1º turno                         | -                                                                     |                                                                       |
| 17-12-2004                                                            | Doha                                                                  | Kuwait                                                                | 3 – 0                                                                 | Yemen                                                                 | Coppa delle nazioni del Golfo 2004 - 1º turno                         | 1                                                                     |                                                                       |
| 20-12-2004                                                            | Doha                                                                  | Kuwait                                                                | 0 – 2                                                                 | Qatar                                                                 | Coppa delle nazioni del Golfo 2004 - Semifinale                       | -                                                                     | 31’                                                                   |
| 23-12-2004                                                            | Doha                                                                  | Bahrein                                                               | 3 – 1                                                                 | Kuwait                                                                | Coppa delle nazioni del Golfo 2004 - Finale 3º posto                  | -                                                                     |                                                                       |
| 26-1-2005                                                             | Al Kuwait                                                             | Kuwait                                                                | 3 – 2                                                                 | Siria                                                                 | Amichevole                                                            | -                                                                     |                                                                       |
| 2-2-2005                                                              | Dalian                                                                | Corea del Nord                                                        | 0 – 0                                                                 | Kuwait                                                                | Amichevole                                                            | -                                                                     |                                                                       |
| 9-2-2005                                                              | Seul                                                                  | Corea del Sud                                                         | 2 – 0                                                                 | Kuwait                                                                | Qual. Mondiali 2006                                                   | -                                                                     |                                                                       |
| 13-3-2005                                                             | Al Kuwait                                                             | Kuwait                                                                | 0 – 1                                                                 | Finlandia                                                             | Amichevole                                                            | -                                                                     |                                                                       |
| 18-3-2005                                                             | al-'Ayn                                                               | Kuwait                                                                | 3 – 1                                                                 | Armenia                                                               | Amichevole                                                            | 1                                                                     | 46’                                                                   |
| 25-3-2005                                                             | Al Kuwait                                                             | Kuwait                                                                | 2 – 1                                                                 | Uzbekistan                                                            | Qual. Mondiali 2006                                                   | -                                                                     | 6’ 60’                                                                |
| 27-5-2005                                                             | Al Kuwait                                                             | Kuwait                                                                | 0 – 1                                                                 | Egitto                                                                | Amichevole                                                            | -                                                                     | 33’                                                                   |
| 3-6-2005                                                              | Riyad                                                                 | Arabia Saudita                                                        | 3 – 0                                                                 | Kuwait                                                                | Qual. Mondiali 2006                                                   | -                                                                     | 75’                                                                   |
| 8-6-2005                                                              | Al Kuwait                                                             | Kuwait                                                                | 0 – 4                                                                 | Corea del Sud                                                         | Qual. Mondiali 2006                                                   | -                                                                     | 46’                                                                   |
| 29-7-2005                                                             | Ginevra                                                               | Emirati Arabi Uniti                                                   | 1 – 1 dts (7 – 6 dtr)                                                 | Kuwait                                                                | Amichevole                                                            | 1                                                                     |                                                                       |
| 31-7-2005                                                             | Ginevra                                                               | Qatar                                                                 | 1 – 0                                                                 | Kuwait                                                                | Amichevole                                                            | -                                                                     |                                                                       |
| 17-8-2005                                                             | Tashkent                                                              | Uzbekistan                                                            | 3 – 2                                                                 | Kuwait                                                                | Qual. Mondiali 2006                                                   | 1                                                                     |                                                                       |
| 26-11-2005                                                            | Al Kuwait                                                             | Kuwait                                                                | 0 – 0                                                                 | Iraq                                                                  | Amichevole                                                            | -                                                                     | 46’                                                                   |
| 3-2-2006                                                              | Al Kuwait                                                             | Kuwait                                                                | 2 – 2                                                                 | Singapore                                                             | Amichevole                                                            | 1                                                                     | 46’                                                                   |
| 7-2-2006                                                              | Al Kuwait                                                             | Kuwait                                                                | 2 – 1                                                                 | Giordania                                                             | Amichevole                                                            | -                                                                     |                                                                       |
| 22-2-2006                                                             | Beirut                                                                | Libano                                                                | 1 – 1                                                                 | Kuwait                                                                | Qual. Coppa d'Asia 2007                                               | -                                                                     |                                                                       |
| 1-3-2006                                                              | Al Kuwait                                                             | Kuwait                                                                | 0 – 0                                                                 | Bahrein                                                               | Qual. Coppa d'Asia 2007                                               | -                                                                     |                                                                       |
| 16-8-2006                                                             | Sydney                                                                | Australia                                                             | 2 – 0                                                                 | Kuwait                                                                | Qual. Coppa d'Asia 2007                                               | -                                                                     |                                                                       |
| 6-9-2006                                                              | Al Kuwait                                                             | Kuwait                                                                | 2 – 0                                                                 | Australia                                                             | Qual. Coppa d'Asia 2007                                               | 1                                                                     |                                                                       |
| 9-11-2006                                                             | al-'Ayn                                                               | Kuwait                                                                | 10 – 0                                                                | Taipei cinese                                                         | Amichevole                                                            | 1                                                                     | 46’                                                                   |
| 15-11-2006                                                            | Manama                                                                | Bahrein                                                               | 2 – 1                                                                 | Kuwait                                                                | Qual. Coppa d'Asia 2007                                               | -                                                                     |                                                                       |
| 17-1-2007                                                             | Abu Dhabi                                                             | Kuwait                                                                | 1 – 1                                                                 | Yemen                                                                 | Coppa delle nazioni del Golfo 2007 - 1º turno                         | 1                                                                     |                                                                       |
| 20-1-2007                                                             | Abu Dhabi                                                             | Kuwait                                                                | 1 – 2                                                                 | Oman                                                                  | Coppa delle nazioni del Golfo 2007 - 1º turno                         | -                                                                     | 46’                                                                   |
| 23-1-2007                                                             | Abu Dhabi                                                             | Emirati Arabi Uniti                                                   | 3 – 2                                                                 | Kuwait                                                                | Coppa delle nazioni del Golfo 2007 - 1º turno                         | 1                                                                     |                                                                       |
| 12-6-2007                                                             | Al Kuwait                                                             | Kuwait                                                                | 1 – 1                                                                 | Egitto                                                                | Amichevole                                                            | -                                                                     |                                                                       |
| 2-1-2008                                                              | Salmiya                                                               | Kuwait                                                                | 3 – 2                                                                 | Libano                                                                | Amichevole                                                            | -                                                                     | 46’                                                                   |
| 12-1-2008                                                             | Al Kuwait                                                             | Kuwait                                                                | 0 – 2                                                                 | Costa d'Avorio                                                        | Amichevole                                                            | -                                                                     | 46’                                                                   |
| 16-1-2008                                                             | Riffa                                                                 | Bahrein                                                               | 1 – 0                                                                 | Kuwait                                                                | Amichevole                                                            | -                                                                     |                                                                       |
| 24-1-2008                                                             | Mascate                                                               | Singapore                                                             | 2 – 0                                                                 | Kuwait                                                                | Amichevole                                                            | -                                                                     |                                                                       |
| 30-1-2008                                                             | Mascate                                                               | Oman                                                                  | 1 – 1                                                                 | Kuwait                                                                | Amichevole                                                            | -                                                                     |                                                                       |
| 6-2-2008                                                              | Abu Dhabi                                                             | Emirati Arabi Uniti                                                   | 2 – 0                                                                 | Kuwait                                                                | Qual. Mondiali 2010                                                   | -                                                                     |                                                                       |
| 21-3-2008                                                             | Al Kuwait                                                             | Kuwait                                                                | 0 – 0                                                                 | Iraq                                                                  | Amichevole                                                            | -                                                                     | 46’                                                                   |
| 26-3-2008                                                             | Al Kuwait                                                             | Kuwait                                                                | 2 – 2                                                                 | Iran                                                                  | Qual. Mondiali 2010                                                   | -                                                                     | 46’                                                                   |
| 30-12-2008                                                            | Dubai                                                                 | Emirati Arabi Uniti                                                   | 0 – 0                                                                 | Kuwait                                                                | Amichevole                                                            | -                                                                     |                                                                       |
| 4-1-2009                                                              | Mascate                                                               | Oman                                                                  | 0 – 0                                                                 | Kuwait                                                                | Coppa delle nazioni del Golfo 2009 - 1º turno                         | -                                                                     |                                                                       |
| 7-1-2009                                                              | Mascate                                                               | Bahrein                                                               | 0 – 1                                                                 | Kuwait                                                                | Coppa delle nazioni del Golfo 2009 - 1º turno                         | -                                                                     |                                                                       |
| 10-1-2009                                                             | Mascate                                                               | Iraq                                                                  | 1 – 1                                                                 | Kuwait                                                                | Coppa delle nazioni del Golfo 2009 - 1º turno                         | -                                                                     |                                                                       |
| 14-1-2009                                                             | Mascate                                                               | Kuwait                                                                | 0 – 1                                                                 | Arabia Saudita                                                        | Coppa delle nazioni del Golfo 2009 - Semifinale                       | -                                                                     |                                                                       |
| 23-1-2009                                                             | Al Kuwait                                                             | Kuwait                                                                | 2 – 3                                                                 | Siria                                                                 | Amichevole                                                            | 1                                                                     |                                                                       |
| 28-1-2009                                                             | Al Kuwait                                                             | Kuwait                                                                | 0 – 1                                                                 | Oman                                                                  | Qual. Coppa d'Asia 2011                                               | -                                                                     |                                                                       |
| 11-2-2009                                                             | Al Kuwait                                                             | Kuwait                                                                | 1 – 1                                                                 | Azerbaigian                                                           | Amichevole                                                            | -                                                                     |                                                                       |
| 5-3-2009                                                              | Canberra                                                              | Australia                                                             | 0 – 1                                                                 | Kuwait                                                                | Qual. Coppa d'Asia 2011                                               | -                                                                     |                                                                       |
| 17-3-2009                                                             | Doha                                                                  | Qatar                                                                 | 1 – 0                                                                 | Kuwait                                                                | Amichevole                                                            | -                                                                     | 46’                                                                   |
| 23-3-2009                                                             | Al Kuwait                                                             | Kuwait                                                                | 0 – 1                                                                 | Iran                                                                  | Amichevole                                                            | -                                                                     |                                                                       |
| 5-10-2009                                                             | Il Cairo                                                              | Libia                                                                 | 1 – 1                                                                 | Kuwait                                                                | Amichevole                                                            | -                                                                     |                                                                       |
| 10-10-2009                                                            | Il Cairo                                                              | Giordania                                                             | 1 – 2                                                                 | Kuwait                                                                | Amichevole                                                            | -                                                                     |                                                                       |
| 26-10-2009                                                            | al-Jahra                                                              | Kuwait                                                                | 1 – 0                                                                 | Siria                                                                 | Amichevole                                                            | -                                                                     |                                                                       |
| 3-11-2009                                                             | Il Cairo                                                              | Kuwait                                                                | 5 – 0                                                                 | Kenya                                                                 | Amichevole                                                            | 2                                                                     |                                                                       |
| 8-11-2009                                                             | Al Kuwait                                                             | Kuwait                                                                | 2 – 2                                                                 | Cina                                                                  | Amichevole                                                            | -                                                                     |                                                                       |
| 14-11-2009                                                            | Al Kuwait                                                             | Kuwait                                                                | 2 – 1                                                                 | Indonesia                                                             | Qual. Coppa d'Asia 2011                                               | 2                                                                     |                                                                       |
| 18-11-2009                                                            | Giacarta                                                              | Indonesia                                                             | 1 – 1                                                                 | Kuwait                                                                | Qual. Coppa d'Asia 2011                                               | -                                                                     | 46’                                                                   |
| 16-12-2009                                                            | Al Kuwait                                                             | Kuwait                                                                | 0 – 0                                                                 | Emirati Arabi Uniti                                                   | Amichevole                                                            | -                                                                     |                                                                       |
| 6-1-2010                                                              | Al Kuwait                                                             | Kuwait                                                                | 2 – 2                                                                 | Australia                                                             | Qual. Coppa d'Asia 2011                                               | -                                                                     |                                                                       |
| 3-3-2010                                                              | Mascate                                                               | Oman                                                                  | 0 – 0                                                                 | Kuwait                                                                | Qual. Coppa d'Asia 2011                                               | -                                                                     | 84’                                                                   |
| 11-8-2010                                                             | Baku                                                                  | Azerbaigian                                                           | 1 – 1                                                                 | Kuwait                                                                | Amichevole                                                            | 1                                                                     |                                                                       |
| 3-9-2010                                                              | Al Kuwait                                                             | Kuwait                                                                | 3 – 0                                                                 | Siria                                                                 | Amichevole                                                            | 1                                                                     |                                                                       |
| 7-9-2010                                                              | Abu Dhabi                                                             | Emirati Arabi Uniti                                                   | 3 – 0                                                                 | Kuwait                                                                | Amichevole                                                            | -                                                                     |                                                                       |
| 8-10-2010                                                             | Al Kuwait                                                             | Kuwait                                                                | 1 – 3                                                                 | Bahrein                                                               | Amichevole                                                            | -                                                                     |                                                                       |
| 14-11-2010                                                            | Abu Dhabi                                                             | India                                                                 | 1 – 9                                                                 | Kuwait                                                                | Amichevole                                                            | 4                                                                     |                                                                       |
| 17-11-2010                                                            | Abu Dhabi                                                             | Iraq                                                                  | 1 – 1                                                                 | Kuwait                                                                | Amichevole                                                            | -                                                                     |                                                                       |
| 22-11-2010                                                            | Aden                                                                  | Kuwait                                                                | 1 – 0                                                                 | Qatar                                                                 | Coppa delle nazioni del Golfo 2010 - 1º turno                         | -                                                                     |                                                                       |
| 28-11-2010                                                            | Zinjibar                                                              | Yemen                                                                 | 0 – 3                                                                 | Kuwait                                                                | Coppa delle nazioni del Golfo 2010 - 1º turno                         | 2                                                                     |                                                                       |
| 2-12-2010                                                             | Aden                                                                  | Kuwait                                                                | 2 – 2 dts (5 – 4 dtr)                                                 | Iraq                                                                  | Coppa delle nazioni del Golfo 2010 - Semifinale                       | 1                                                                     |                                                                       |
| 5-12-2010                                                             | Aden                                                                  | Kuwait                                                                | 1 – 0 dts                                                             | Arabia Saudita                                                        | Coppa delle nazioni del Golfo 2010 - Finale                           | -                                                                     | 98’                                                                   |
| 24-12-2010                                                            | Il Cairo                                                              | Kuwait                                                                | 2 – 1                                                                 | Corea del Nord                                                        | Amichevole                                                            | -                                                                     |                                                                       |
| 27-12-2010                                                            | Il Cairo                                                              | Kuwait                                                                | 2 – 2                                                                 | Corea del Nord                                                        | Amichevole                                                            | -                                                                     |                                                                       |
| 31-12-2010                                                            | Suez                                                                  | Kuwait                                                                | 4 – 0                                                                 | Zambia                                                                | Amichevole                                                            | 1                                                                     |                                                                       |
| 8-1-2011                                                              | Doha                                                                  | Kuwait                                                                | 0 – 2                                                                 | Cina                                                                  | Coppa d'Asia 2011 - 1º turno                                          | -                                                                     |                                                                       |
| 12-1-2011                                                             | Doha                                                                  | Uzbekistan                                                            | 2 – 1                                                                 | Kuwait                                                                | Coppa d'Asia 2011 - 1º turno                                          | 1                                                                     |                                                                       |
| 16-1-2011                                                             | Doha                                                                  | Qatar                                                                 | 3 – 0                                                                 | Kuwait                                                                | Coppa d'Asia 2011 - 1º turno                                          | -                                                                     |                                                                       |
| 2-7-2011                                                              | Beirut                                                                | Libano                                                                | 0 – 6                                                                 | Kuwait                                                                | Amichevole                                                            | -                                                                     |                                                                       |
| 6-7-2011                                                              | Beirut                                                                | Kuwait                                                                | 1 – 1                                                                 | Oman                                                                  | Amichevole                                                            | -                                                                     |                                                                       |
| 13-7-2011                                                             | Amman                                                                 | Iraq                                                                  | 0 – 2                                                                 | Kuwait                                                                | Amichevole                                                            | -                                                                     |                                                                       |
| 16-7-2011                                                             | Amman                                                                 | Kuwait                                                                | 1 – 0                                                                 | Arabia Saudita                                                        | Amichevole                                                            | 1                                                                     | 87’                                                                   |
| 23-7-2011                                                             | Al Kuwait                                                             | Kuwait                                                                | 3 – 0                                                                 | Filippine                                                             | Qual. Mondiali 2014                                                   | -                                                                     |                                                                       |
| 28-7-2011                                                             | Manila                                                                | Filippine                                                             | 1 – 2                                                                 | Kuwait                                                                | Qual. Mondiali 2014                                                   | -                                                                     |                                                                       |
| 10-8-2011                                                             | Al Kuwait                                                             | Kuwait                                                                | 0 – 0                                                                 | Corea del Nord                                                        | Amichevole                                                            | -                                                                     |                                                                       |
| 27-8-2011                                                             | Mascate                                                               | Oman                                                                  | 1 – 0                                                                 | Kuwait                                                                | Amichevole                                                            | -                                                                     |                                                                       |
| 2-9-2011                                                              | al-'Ayn                                                               | Emirati Arabi Uniti                                                   | 2 – 3                                                                 | Kuwait                                                                | Qual. Mondiali 2014                                                   | 1                                                                     |                                                                       |
| 6-9-2011                                                              | Al Kuwait                                                             | Kuwait                                                                | 1 – 1                                                                 | Corea del Sud                                                         | Qual. Mondiali 2014                                                   | -                                                                     |                                                                       |
| 11-10-2011                                                            | Beirut                                                                | Libano                                                                | 2 – 2                                                                 | Kuwait                                                                | Qual. Mondiali 2014                                                   | -                                                                     |                                                                       |
| 4-11-2011                                                             | Al Kuwait                                                             | Kuwait                                                                | 0 – 1                                                                 | Bahrein                                                               | Amichevole                                                            | -                                                                     | 46’                                                                   |
| 11-11-2011                                                            | Al Kuwait                                                             | Kuwait                                                                | 0 – 1                                                                 | Libano                                                                | Qual. Mondiali 2014                                                   | -                                                                     |                                                                       |
| 15-11-2011                                                            | Al Kuwait                                                             | Kuwait                                                                | 2 – 1                                                                 | Emirati Arabi Uniti                                                   | Qual. Mondiali 2014                                                   | -                                                                     | 85’                                                                   |
| 14-12-2011                                                            | Al Rayyan                                                             | Oman                                                                  | 0 – 2                                                                 | Kuwait                                                                | XII Giochi panarabi - 1º turno                                        | -                                                                     |                                                                       |
| 22-12-2011                                                            | Doha                                                                  | Palestina                                                             | 0 – 3 dts                                                             | Kuwait                                                                | XII Giochi panarabi - Finale 3º posto                                 | 1                                                                     |                                                                       |
| 17-1-2012                                                             | Al Kuwait                                                             | Kuwait                                                                | 1 – 0                                                                 | Uzbekistan                                                            | Amichevole                                                            | 1                                                                     |                                                                       |
| 17-2-2012                                                             | Changsha                                                              | Corea del Nord                                                        | 1 – 1                                                                 | Kuwait                                                                | Amichevole                                                            | -                                                                     |                                                                       |
| 29-2-2012                                                             | Seul                                                                  | Corea del Sud                                                         | 2 – 0                                                                 | Kuwait                                                                | Qual. Mondiali 2014                                                   | -                                                                     | 4’                                                                    |
| 16-10-2012                                                            | Al Kuwait                                                             | Kuwait                                                                | 2 – 1                                                                 | Filippine                                                             | Amichevole                                                            | 1                                                                     |                                                                       |
| 14-11-2012                                                            | Al Kuwait                                                             | Kuwait                                                                | 1 – 1                                                                 | Bahrein                                                               | Amichevole                                                            | -                                                                     |                                                                       |
| 8-12-2012                                                             | Al Kuwait                                                             | Kuwait                                                                | 2 – 1                                                                 | Palestina                                                             | WAFF Championship 2012 - 1º turno                                     | 1                                                                     |                                                                       |
| 11-12-2012                                                            | Al Kuwait                                                             | Kuwait                                                                | 0 – 2                                                                 | Oman                                                                  | WAFF Championship 2012 - 1º turno                                     | -                                                                     |                                                                       |
| 14-12-2012                                                            | Al Kuwait                                                             | Kuwait                                                                | 2 – 1                                                                 | Libano                                                                | WAFF Championship 2012 - 1º turno                                     | -                                                                     |                                                                       |
| 6-1-2013                                                              | Madinat 'Isa                                                          | Kuwait                                                                | 2 – 0                                                                 | Yemen                                                                 | Coppa delle nazioni del Golfo 2013 - 1º turno                         | 1                                                                     |                                                                       |
| 9-1-2013                                                              | Madinat 'Isa                                                          | Iraq                                                                  | 1 – 0                                                                 | Kuwait                                                                | Coppa delle nazioni del Golfo 2013 - 1º turno                         | -                                                                     |                                                                       |
| 12-1-2013                                                             | Riffa                                                                 | Kuwait                                                                | 1 – 0                                                                 | Arabia Saudita                                                        | Coppa delle nazioni del Golfo 2013 - 1º turno                         | -                                                                     |                                                                       |
| 15-1-2013                                                             | Riffa                                                                 | Emirati Arabi Uniti                                                   | 1 – 0                                                                 | Kuwait                                                                | Coppa delle nazioni del Golfo 2013 - Semifinale                       | -                                                                     |                                                                       |
| 18-1-2013                                                             | Madinat 'Isa                                                          | Kuwait                                                                | 6 – 1                                                                 | Bahrein                                                               | Coppa delle nazioni del Golfo 2013 - Finale 3º posto                  | 1                                                                     |                                                                       |
| 6-2-2013                                                              | Bangkok                                                               | Thailandia                                                            | 1 – 3                                                                 | Kuwait                                                                | Qual. Coppa d'Asia 2011                                               | -                                                                     |                                                                       |
| 21-3-2013                                                             | Al Kuwait                                                             | Kuwait                                                                | 2 – 1                                                                 | Palestina                                                             | Amichevole                                                            | -                                                                     |                                                                       |
| 26-3-2013                                                             | Al Kuwait                                                             | Kuwait                                                                | 1 – 1                                                                 | Iran                                                                  | Qual. Coppa d'Asia 2011                                               | -                                                                     |                                                                       |
| 6-6-2013                                                              | Győr                                                                  | Ungheria                                                              | 1 – 0                                                                 | Kuwait                                                                | Amichevole                                                            | -                                                                     |                                                                       |
| 6-9-2013                                                              | Al Kuwait                                                             | Kuwait                                                                | 2 – 1                                                                 | Corea del Nord                                                        | Amichevole                                                            | 2                                                                     |                                                                       |
| 9-9-2013                                                              | Al Kuwait                                                             | Kuwait                                                                | 2 – 1                                                                 | Bahrein                                                               | Amichevole                                                            | 1                                                                     |                                                                       |
| 9-10-2013                                                             | Amman                                                                 | Giordania                                                             | 1 – 1                                                                 | Kuwait                                                                | Amichevole                                                            | -                                                                     | 46’                                                                   |
| 16-5-2014                                                             | Al Kuwait                                                             | Kuwait                                                                | 2 – 2                                                                 | Kirghizistan                                                          | Amichevole                                                            | -                                                                     | 80’                                                                   |
| 25-5-2014                                                             | Bangkok                                                               | Thailandia                                                            | 1 – 1                                                                 | Kuwait                                                                | Amichevole                                                            | -                                                                     | Cap.                                                                  |
| 4-9-2014                                                              | Anshan                                                                | Cina                                                                  | 3 – 1                                                                 | Kuwait                                                                | Amichevole                                                            | -                                                                     |                                                                       |
| 9-9-2014                                                              | al-Farwaniyya                                                         | Kuwait                                                                | 0 – 1                                                                 | Bahrein                                                               | Amichevole                                                            | -                                                                     | 84’                                                                   |
| 10-10-2014                                                            | Amman                                                                 | Giordania                                                             | 0 – 1                                                                 | Kuwait                                                                | Amichevole                                                            | -                                                                     | 46’                                                                   |
| 4-11-2014                                                             | Dubai                                                                 | Kuwait                                                                | 1 – 1                                                                 | Yemen                                                                 | Amichevole                                                            | -                                                                     | 73’                                                                   |
| 14-11-2014                                                            | Riyad                                                                 | Iraq                                                                  | 0 – 1                                                                 | Kuwait                                                                | Coppa delle nazioni del Golfo 2014 - 1º turno                         | -                                                                     | 15’                                                                   |
| 17-11-2014                                                            | Riyad                                                                 | Emirati Arabi Uniti                                                   | 2 – 2                                                                 | Kuwait                                                                | Coppa delle nazioni del Golfo 2014 - 1º turno                         | 1                                                                     |                                                                       |
| 20-11-2014                                                            | Riyad                                                                 | Kuwait                                                                | 0 – 5                                                                 | Oman                                                                  | Coppa delle nazioni del Golfo 2014 - 1º turno                         | -                                                                     |                                                                       |
| 9-1-2015                                                              | Melbourne                                                             | Australia                                                             | 4 – 1                                                                 | Kuwait                                                                | Coppa d'Asia 2015 - 1º turno                                          | -                                                                     | 75’                                                                   |
| 13-1-2015                                                             | Canberra                                                              | Kuwait                                                                | 0 – 1                                                                 | Corea del Sud                                                         | Coppa d'Asia 2015 - 1º turno                                          | -                                                                     | 75’                                                                   |
| 17-1-2015                                                             | Newcastle                                                             | Oman                                                                  | 1 – 0                                                                 | Kuwait                                                                | Coppa d'Asia 2015 - 1º turno                                          | -                                                                     | 68’                                                                   |
| 30-3-2015                                                             | Abu Dhabi                                                             | Colombia                                                              | 3 – 1                                                                 | Kuwait                                                                | Amichevole                                                            | -                                                                     | 66’                                                                   |
| 11-6-2015                                                             | Sidone                                                                | Libano                                                                | 0 – 1                                                                 | Kuwait                                                                | Qual. Mondiali 2018                                                   | -                                                                     | 60’                                                                   |
| 3-9-2015                                                              | Doha                                                                  | Kuwait                                                                | 9 – 0                                                                 | Birmania                                                              | Qual. Mondiali 2018                                                   | 3                                                                     |                                                                       |
| 8-9-2015                                                              | Vientiane                                                             | Laos                                                                  | 0 – 2                                                                 | Kuwait                                                                | Qual. Mondiali 2018                                                   | 1                                                                     | 86’                                                                   |
| 8-10-2015                                                             | Al Kuwait                                                             | Kuwait                                                                | 0 – 1                                                                 | Corea del Sud                                                         | Qual. Mondiali 2018                                                   | -                                                                     |                                                                       |
| 13-10-2015                                                            | Al Kuwait                                                             | Kuwait                                                                | 0 – 0                                                                 | Libano                                                                | Qual. Mondiali 2018                                                   | -                                                                     |                                                                       |
| 17-12-2017                                                            | Riffa                                                                 | Bahrein                                                               | 0 – 0                                                                 | Kuwait                                                                | Amichevole                                                            | -                                                                     |                                                                       |
| 22-12-2017                                                            | Al Kuwait                                                             | Kuwait                                                                | 1 – 2                                                                 | Arabia Saudita                                                        | Coppa delle nazioni del Golfo 2017 - 1º turno                         | -                                                                     |                                                                       |
| 25-12-2017                                                            | Al Kuwait                                                             | Kuwait                                                                | 0 – 1                                                                 | Oman                                                                  | Coppa delle nazioni del Golfo 2017 - 1º turno                         | -                                                                     |                                                                       |
| 28-12-2017                                                            | Al Kuwait                                                             | Kuwait                                                                | 0 – 0                                                                 | Emirati Arabi Uniti                                                   | Coppa delle nazioni del Golfo 2017 - 1º turno                         | -                                                                     |                                                                       |
| 10-9-2018                                                             | al-Farwaniyya                                                         | Kuwait                                                                | 2 – 2                                                                 | Iraq                                                                  | Amichevole                                                            | -                                                                     | 61’                                                                   |
| 11-10-2018                                                            | Al Kuwait                                                             | Kuwait                                                                | 1 – 0                                                                 | Libano                                                                | Amichevole                                                            | -                                                                     | 64’                                                                   |
| 20-11-2018                                                            | al-Farwaniyya                                                         | Kuwait                                                                | 1 – 2                                                                 | Siria                                                                 | Amichevole                                                            | -                                                                     | 61’                                                                   |
| 21-3-2019                                                             | Al Kuwait                                                             | Kuwait                                                                | 0 – 0                                                                 | Nepal                                                                 | Amichevole                                                            | -                                                                     | Cap.                                                                  |
| 25-3-2019                                                             | Al Kuwait                                                             | Kuwait                                                                | 1 – 0                                                                 | Nepal                                                                 | Amichevole                                                            | -                                                                     | Cap. 74’                                                              |
| 4-8-2019                                                              | Erbil                                                                 | Arabia Saudita                                                        | 1 – 2                                                                 | Kuwait                                                                | WAFF Championship 2019 - 1º turno                                     | -                                                                     | Cap. 67’                                                              |
| 10-8-2019                                                             | Erbil                                                                 | Kuwait                                                                | 0 – 1                                                                 | Bahrein                                                               | WAFF Championship 2019 - 1º turno                                     | -                                                                     | Cap. 67’                                                              |
| 5-9-2019                                                              | Al Kuwait                                                             | Kuwait                                                                | 7 – 0                                                                 | Nepal                                                                 | Qual. Mondiali 2022                                                   | 1                                                                     | Cap.                                                                  |
| 10-9-2019                                                             | Al Kuwait                                                             | Kuwait                                                                | 0 – 3                                                                 | Australia                                                             | Qual. Mondiali 2022                                                   | -                                                                     | 46’                                                                   |
| 10-10-2019                                                            | Amman                                                                 | Giordania                                                             | 0 – 0                                                                 | Kuwait                                                                | Qual. Mondiali 2022                                                   | -                                                                     | Cap. 88’                                                              |
| 14-11-2019                                                            | Al Kuwait                                                             | Kuwait                                                                | 9 – 0                                                                 | Taipei cinese                                                         | Qual. Mondiali 2022                                                   | 1                                                                     | Cap. 66’                                                              |
| 19-11-2019                                                            | Thimphu                                                               | Nepal                                                                 | 0 – 1                                                                 | Kuwait                                                                | Qual. Mondiali 2022                                                   | 1                                                                     | Cap.                                                                  |
| 27-11-2019                                                            | Doha                                                                  | Arabia Saudita                                                        | 1 – 3                                                                 | Kuwait                                                                | Coppa delle nazioni del Golfo 2019 - 1º turno                         | -                                                                     | Cap.                                                                  |
| 30-11-2019                                                            | Doha                                                                  | Kuwait                                                                | 1 – 2                                                                 | Oman                                                                  | Coppa delle nazioni del Golfo 2019 - 1º turno                         | -                                                                     | Cap.                                                                  |
| 2-12-2019                                                             | Doha                                                                  | Kuwait                                                                | 2 – 4                                                                 | Bahrein                                                               | Coppa delle nazioni del Golfo 2019 - 1º turno                         | -                                                                     | Cap. 43’                                                              |
| 18-1-2021                                                             | Al Kuwait                                                             | Kuwait                                                                | 0 – 1                                                                 | Palestina                                                             | Amichevole                                                            | -                                                                     | Cap. 73’                                                              |
| 27-1-2021                                                             | Bassora                                                               | Iraq                                                                  | 2 – 1                                                                 | Kuwait                                                                | Amichevole                                                            | -                                                                     | 80’                                                                   |
| 25-3-2021                                                             | Riyad                                                                 | Arabia Saudita                                                        | 1 – 0                                                                 | Kuwait                                                                | Amichevole                                                            | -                                                                     | 78’                                                                   |
| 3-6-2021                                                              | Al Kuwait                                                             | Kuwait                                                                | 0 – 3                                                                 | Australia                                                             | Qual. Mondiali 2022                                                   | -                                                                     | 61’                                                                   |
| 11-6-2021                                                             | Al Kuwait                                                             | Kuwait                                                                | 0 – 0                                                                 | Giordania                                                             | Qual. Mondiali 2022                                                   | -                                                                     | 74’                                                                   |
| 15-6-2021                                                             | Al Kuwait                                                             | Kuwait                                                                | 2 – 1                                                                 | Taipei cinese                                                         | Qual. Mondiali 2022                                                   | -                                                                     | Cap.                                                                  |
| 25-6-2021                                                             | Doha                                                                  | Bahrein                                                               | 2 – 0                                                                 | Kuwait                                                                | Qual. Coppa araba FIFA 2021                                           | -                                                                     | Cap.                                                                  |
| 4-9-2021                                                              | Zenica                                                                | Bosnia ed Erzegovina                                                  | 1 – 0                                                                 | Kuwait                                                                | Amichevole                                                            | -                                                                     | Cap. 71’                                                              |
| 11-11-2021                                                            | Olomouc                                                               | Rep. Ceca                                                             | 7 – 0                                                                 | Kuwait                                                                | Amichevole                                                            | -                                                                     | 61’                                                                   |
| 15-11-2021                                                            | Vilnius                                                               | Lituania                                                              | 1 – 1                                                                 | Kuwait                                                                | Amichevole                                                            | -                                                                     | 75’                                                                   |
| 29-1-2022                                                             | Al Kuwait                                                             | Kuwait                                                                | 2 – 0                                                                 | Libia                                                                 | Amichevole                                                            | -                                                                     | 79’                                                                   |
| 1-2-2022                                                              | Al Kuwait                                                             | Kuwait                                                                | 0 – 2                                                                 | Libia                                                                 | Amichevole                                                            | -                                                                     | Cap. 59’                                                              |
| 25-3-2022                                                             | Ta' Qali                                                              | Lettonia                                                              | 1 – 1                                                                 | Kuwait                                                                | Amichevole                                                            | 1                                                                     | Cap. 70’                                                              |
| 29-3-2022                                                             | Ta' Qali                                                              | Malta                                                                 | 2 – 0                                                                 | Kuwait                                                                | Amichevole                                                            | -                                                                     | 46’                                                                   |
| 1-6-2022                                                              | Abu Dhabi                                                             | Kuwait                                                                | 2 – 0                                                                 | Singapore                                                             | Amichevole                                                            | -                                                                     | Cap. 77’                                                              |
| 8-6-2022                                                              | Al Kuwait                                                             | Kuwait                                                                | 1 – 2                                                                 | Indonesia                                                             | Qual. Coppa d'Asia 2023                                               | -                                                                     | Cap. 66’                                                              |
| 11-6-2022                                                             | Al Kuwait                                                             | Nepal                                                                 | 1 – 4                                                                 | Kuwait                                                                | Qual. Coppa d'Asia 2023                                               | -                                                                     | 46’                                                                   |
| 14-6-2022                                                             | Al Kuwait                                                             | Giordania                                                             | 3 – 0                                                                 | Kuwait                                                                | Qual. Coppa d'Asia 2023                                               | -                                                                     | 65’                                                                   |
| Totale                                                                |                                                                       | Presenze (1º posto)                                                   | 196                                                                   |                                                                       | Reti (3º posto)                                                       | 56                                                                    |                                                                       |

## Palmarès

### Club

#### Competizioni nazionali
- Kuwait Premier League: 7

Al Qadisiya: 2003-2004, 2004-2005, 2008-2009, 2009-2010, 2011-2012, 2013-2014, 2015-2016
- Kuwait Emir Cup: 6

Al Qadisiya: 2004, 2007, 2010, 2012, 2013, 2015
- Kuwait Crown Prince Cup: 7

Al Qadisiya: 2004, 2005, 2006, 2009, 2013, 2014, 2018
- Kuwait Super Cup: 6

Al Qadisiya: 2009, 2011, 2013, 2014, 2018, 2019

#### Competizioni internazionali
- Coppa dei Campioni del Golfo: 1

Al Qadisiya: 2005
- Coppa dell'AFC: 1

Al Qadisiya: 2014

### Nazionale
- Coppa delle Nazioni del Golfo: 1

Yemen 2010
- WAFF Championship: 1

Giordania 2010

### Individuale
- Capocannoniere della Coppa delle nazioni del Golfo: 1

Yemen 2010 (3 gol, a pari merito con Abdul-Zahra)
- Miglior marcatore internazionale dell'anno IFFHS: 1

2010 (17 gol)